# De Zwaluw (Oudemolen)
De Zwaluw – wiatrak w miejscowości Oudemolen, w gminie Tynaarlo, w prowincji Drenthe, w Holandii.
Wiatrak został zbudowany w 1837 r. przez L. Reindsa z Beilen i B. Slutera z De Groeve. Zawiera on fragmenty zniszczonego wiatraku z Schipborg. Stanął na miejscu dawnego koźlaka oraz młyna wodnego na rzece Drentsche Aa. W 1876 r. stał się częścią majątku rodziny Greving. W 1947 r. uległ on uszkodzeniu. W 1951 r. jego naprawy podjął się Christiaan Bremer. Od roku 1970 nie był używany, a dekadę później od rodziny Greving odkupiła go gmina Vries. Od tego czasu wiatrak był dwa razy restaurowany - w 1982 r. i w latach 2008-2009.
Wiatrak ma trzy piętra, zbudowany jest na jednopiętrowej ceglanej bazie. Jego skrzydła mają rozpiętość dwudziestu metrów i sięgają niemal do ziemi.
Budynek jest udostępniony do zwiedzania.